# Deksmedetomidin
Deksmedetomidin (Precedeks, Deksdor) je sedativ koji koristi za intezivnu negu i anesteziju. On je relativno neobičan po tome što omogućava sedaciju bez izazivanja respiratorne depresije. Poput klonidina, on je agonist α2-adrenergičkog receptora u mozgu. On je S-enantiomer medetomidina, koji se koristi u veterini.

## Literatura
- „Dosing Guidelines for Precedex” (PDF). Архивирано из оригинала (PDF) 15. 07. 2011. г. Приступљено 21. 11. 2010.
- Jackson KC, Wang Z, Wohlt P, Fine PG (2006). „Dexmedetomidine a novel analgesic with palliative medicine potential”. J Pain and Palliative Care Pharmacotherapy. 20 (2): 23—7. PMID 16702133. doi:10.1080/J354v20n02_05.
- Menon DV, Wang Z, Fadel PJ, Arbique D, Leonard D, Li JL, Victor RG, Vongpatanasin W (2007). „Central sympatholysis as a novel countermeasure for cocaine-induced sympathetic activation and vasoconstriction in humans”. J Am Coll Cardiol. 50 (7): 626—33. PMID 17692748. doi:10.1016/j.jacc.2007.03.060.
- O'Connor, M; Bucknall, T; Manias, E (2009). „Sedation Management in Australian and New Zealand Intensive Care Units: Doctors' and Nurses' Practices and Opinions”. Am J Crit Care. 19 (3): 285—95. PMID 19770414. doi:10.4037/ajcc2009541.
- Pandharipande, PP; Pun, BT; Herr, DL; Maze, M; Girard, TD; Miller, RR; Shintani, AK; Thompson, JL; Jackson, JC (2007). „Effect of sedation with dexmedetomidine vs lorazepam on acute brain dysfunction in mechanically ventilated patients: the MENDS randomized controlled trial”. JAMA. 298 (22): 2644—53. PMID 18073360. doi:10.1001/jama.298.22.2644.
- Paris A, Tonner PH (2005). „Dexmedetomidine in anaesthesia”. Current Opinion in Anaesthesiology. 18 (4): 412—8. PMID 16534267. doi:10.1097/01.aco.0000174958.05383.d5.
- Riker RR, Shehabi Y, Bokesch PM, Ceraso D, Wisemandle W, Koura F, Whitten P, Margolis BD, Byrne DW, Ely EW, Rocha MG (2009). „Dexmedetomidine vs Midazolam for Sedation of Critically Ill Patients: A Randomized Trial”. JAMA. 301 (5): 489—99. PMID 19188334. doi:10.1001/jama.2009.56.
- Dasta JF; Kane-Gill SL; Pencina M;  . (2010). „A cost-minimization analysis of dexmedetomidine compared with midazolam for long-term sedation in the intensive care unit”. Crit Care Med. 38 (2): 497—503. PMID 19789442.
- Wunsch H. (2011). „Weighing the Costs and Benefits of a Sedative”. JAMA. 307 (11): 1195—1197. doi:10.1001/jama.2012.319. Архивирано из оригинала 27. 03. 2012. г. Приступљено 16. 08. 2012.

## Spoljašnje veze
- Website of Precedex

|  | Molimo Vas, obratite pažnju na važno upozorenje u vezi sa temama iz oblasti medicine (zdravlja). |